# HMS Vesuvius (1874)
HMS Vesuvius − pierwszy okręt brytyjski zaprojektowany specjalnie do wykonywania ataków torpedowych. Uważany za nieudany, został szybko wycofany z aktywnej służby, a tytuł pierwszego angielskiego torpedowca powszechnie przyznawany jest wodowanemu trzy lata później HMS „Lightning”.
Okręt został zaprojektowany w trzy lata po tym, jak Robert Whitehead zaprezentował brytyjskiej Admiralicji opracowaną przez siebie samobieżną torpedę. Mimo że nawet jak na ówczesne czasy była to broń bardzo prymitywna, torpeda Whiteheada wzbudziła wielkie zainteresowanie i rozpoczęła nowy wyścig zbrojeń na morzach.
Ogólne zasady konstrukcji „Vesuviusa” były podobne do używanego w czasie wojny secesyjnej okrętu CSS „David”: większość okrętu była zanurzona pod wodą, miał bardzo niskie burty i nadbudówki i nie posiadał komina. Kotły maszyny parowej były opalane bezdymnym koksem, a sama maszyna była maksymalnie wyciszona. Niewielkie ilości dymu odprowadzane były przez otwory wentylacyjne w kadłubie, ale już po wodowaniu i w trakcie wyposażania okrętu zamontowano na nim wysoki komin, aby poprawić pracę kotła.
„Vesuvius” uzbrojony był w pojedynczą podwodną wyrzutnię torped kalibru 16 cali (406,4 mm) z zapasem 10 torped, według niektórych źródeł w późniejszym czasie okręt otrzymał jeszcze trzy standardowe wyrzutnie, znajdujące się na pokładzie. Podstawową wadą okrętu była jego bardzo niska prędkość maksymalna, mniejsza nawet od prędkości jego potencjalnych celów, spowodowana dużym zanurzeniem, stosunkowo małą mocą silnika oraz zbyt dużą wypornością związaną z przeładowaniem okrętu. „Vesuvius” nigdy nie wszedł to służby jako torpedowiec i został szybko wycofany z aktywnej służby.
Do 1923 służył w szkole torpedowej HMS „Vernon”, po zakończeniu służby został sprzedany na złom, zatonął w czasie holowania do Newport w 1924.